# Grande Prêmio da Austrália de 2012
O Grande Prêmio da Austrália de 2012 foi a primeira corrida da temporada 2012 de Fórmula 1. A prova foi realizada dia 18 de março no Circuito de Albert Park. O pole position foi o inglês Lewis Hamilton e o vencedor foi o britânico Jenson Button.

## Relatório

### Classificatório

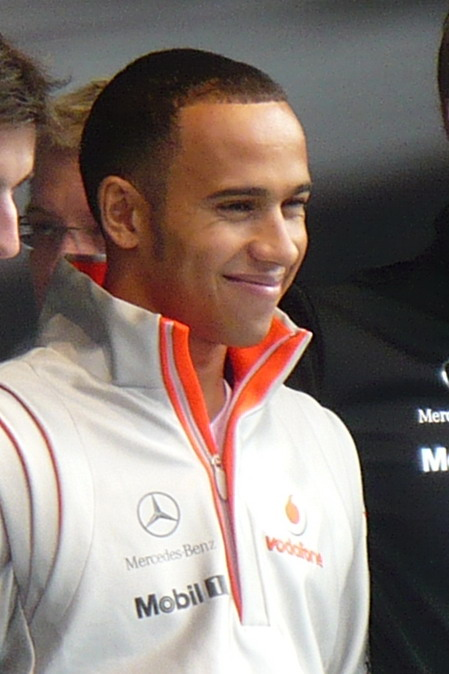
Hamilton fez a pole position.

No Q1, o finlandês Kimi Raikkonen errou no fim da sessão e ficou apenas com o 18º tempo tornando-se a surpresa do treino já que muito era esperado de seu retorno a Fórmula 1. O brasileiro Felipe Massa quase foi eliminado, mas classificou-se em 16º. Também foram eliminados Heikki Kovalainen e Vitaly Petrov, da Caterham, Timo Glock e Charles Pic, da Marussia e Pedro de la Rosa e Narain Karthikeyan, da Hispania que fizeram tempo acima dos 107% permitido e não largaram na corrida domingo.
No Q2 o espanhol Fernando Alonso rodou e saiu da pista após tocar a roda traseira esquerda na grama na freada de uma curva, perdeu a traseira e ficou atolado na área de escape. O acidente provocou a interrupção do treino por alguns minutos. Alonso chegou a tentar retornar à pista, pediu ajuda aos fiscais para empurrar seu carro da caixa de brita e se irritou com eles. O piloto espanhol acabou abandonando o treino e ficou apenas com a 12ª colocação. Também foram eliminados no Q2 Jean-Eric Vergne  da Scuderia Toro Rosso, Kamui Kobayashi da Sauber, Bruno Senna da Williams, Paul di Resta da Force India e Felipe Massa da Scuderia Ferrari.
No Q3, marcando o tempo de 1min24s922, Lewis Hamilton conquistou a primeira pole position da temporada. O inglês Jenson Button ficou em segundo e reafirmou a superioridade da McLaren no treino. Romain Grosjean, com a Lotus, largou em terceiro, com Michael Schumacher completando a segunda fila. Logo atrás do alemão largaram as duas Red Bull, com Webber e Vettel. Rosberg, Maldonado, Hulkenberg e Ricciardo completam o grid até a décima posição.
O mexicano Sergio Pérez classificou-se em 17º lugar, entretanto foi punido com a perda de cinco posições por trocar a caixa de câmbio após o classificatório.

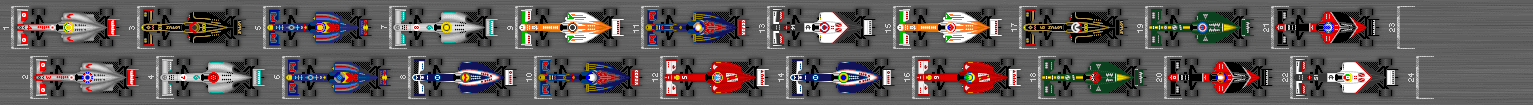
Resultado do treino classificatório.

### Corrida

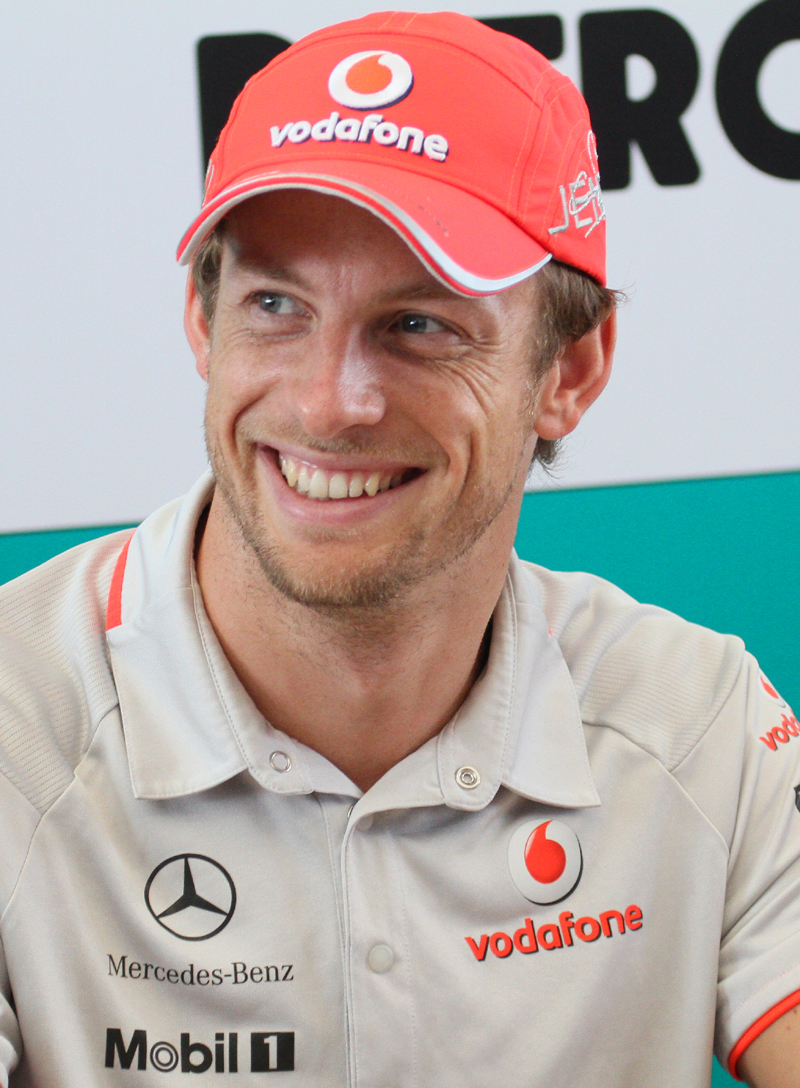
Button venceu a prova.

O pole position Lewis Hamilton liderou por poucos metros. Jenson Button largou melhor que o companheiro de McLaren e assumiu a ponta já na primeira curva da corrida. Quem também fez boa largada foi Nico Rosberg, da Mercedes, que largou em sétimo e avançou para quarto. Bruno Senna teve sua Williams tocada pela Toro Rosso de Daniel Ricciardo e precisou parar nos boxes ainda na primeira volta.

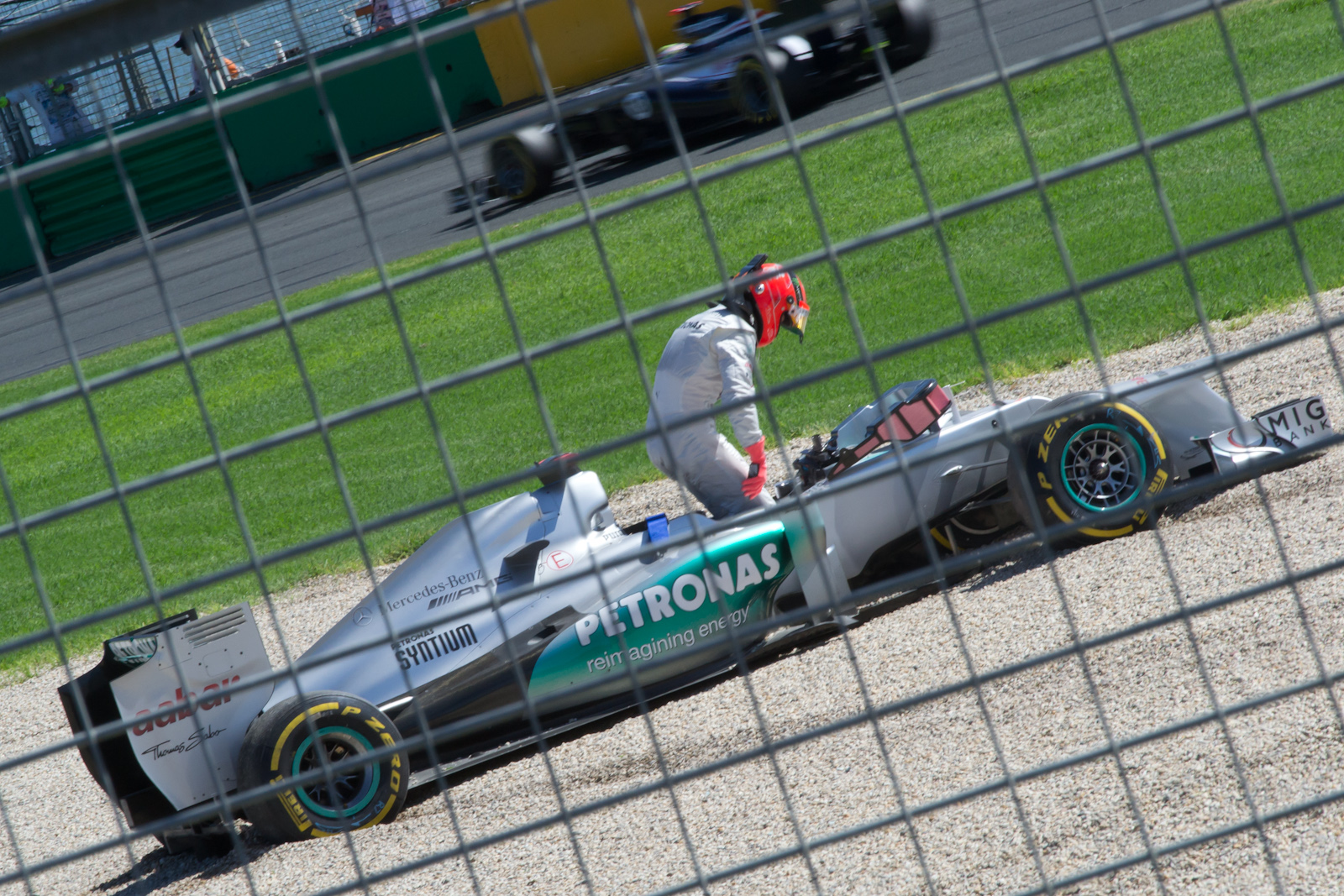
Schumacher abandona a prova.

A corrida de Michael Schumacher acabou com apenas 12 voltas. Após largar em quarto lugar, sua melhor posição desde o retorno às pistas, o heptacampeão vinha mantendo-se entre os primeiros colocados até sofrer com problemas no câmbio e deixar a corrida. Outro que abandonou frustrado ainda no início foi o francês Romain Grosjean, da Lotus. Terceiro no grid, o piloto perdeu muitas posições na largada, foi tocado por Pastor Maldonado ainda na segunda volta e saiu. Ambos  os carros da McLaren mostraram superioridade na primeira parte da corrida. Depois da primeira parada nos boxes, Button manteve um bom ritmo na liderança, porém Hamilton acabou perdendo muito tempo atrás da Sauber de Sergio Pérez, que ainda não havia feito o pit stop e se encontrava na segunda posição.
Na 36ª volta, o carro de Vitaly Petrov, da Caterham, quebrou na reta principal, e causou a entrada do safety car para a sua retirada. Sebastian Vettel beneficiou-se da nova regra que permite a parada nos boxes com o safety car na pista e ganhou a posição de Lewis Hamilton. Por conta do limite de velocidade em razão da bandeira amarela, o piloto inglês, que havia feito seu pit stop uma volta antes da paralisação da corrida, voltou atrás do alemão. Button abriu mais de três segundos para a RBR de Vettel na primeira volta após a relargada.
Na disputa pela 13ª posição, com Daniel Ricciardo, da Toro Rosso, Felipe Massa e Bruno Senna perderam muito tempo. Mais a frente, faltando dez voltas para o fim, os dois brasileiros se tocaram e ficaram enganchados. Massa abandonou a prova, enquanto Bruno teve de fazer uma parada nos boxes para  reparar danos no carro e abandonou pouco depois.
No pelotão da frente, Button administrou a vantagem na liderança, poupando o desgaste dos pneus e cruzou a linha de chegada em primeiro. Vettel garantiu o segundo lugar. Hamilton chegou a ser pressionado por Mark Webber, entretanto conseguiu manter-se na terceira colocação. Apesar do pódio, Hamilton, que foi campeão mundial em 2008, saiu com cara de poucos amigos.
Pastor Maldonado, da Williams, fazia boa prova até a última volta. O venezuelano estava em sexto lugar, próximo a Ferrari de Alonso, quando perdeu o controle do carro e bateu forte. Também na volta final, Sergio Pérez, da Sauber, e Nico Rosberg, da Mercedes, se tocaram na batalha pela oitava colocação e causaram uma grande confusão. Rosberg acabou ficando para trás, já Pérez conseguiu conter as STRs de Ricciardo e Jean-Eric Vergne, além da Force India de Paul di Resta. Os quatro protagonizaram uma chegada inesperada, com apenas quatro décimos de diferença entre o oitavo e o 11º colocados.

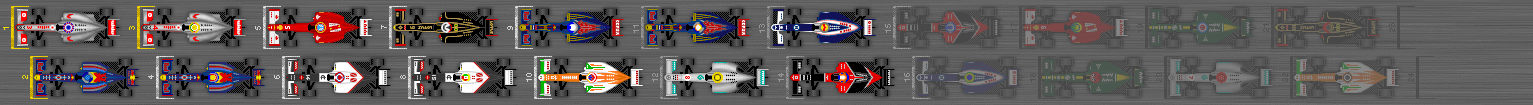
Resultado da corrida.

## Resultados

### Treino classificatório
| Pos                      | Nº | Piloto             | Equipe                  | Q1       | Q2       | Q3       | voltas |
| ------------------------ | -- | ------------------ | ----------------------- | -------- | -------- | -------- | ------ |
| 1                        | 4  | Lewis Hamilton     | McLaren-Mercedes        | 1:26.800 | 1:25.626 | 1:24.922 | 14     |
| 2                        | 3  | Jenson Button      | McLaren-Mercedes        | 1:26.832 | 1:25.663 | 1:25.074 | 15     |
| 3                        | 10 | Romain Grosjean    | Lotus-Renault           | 1:26.498 | 1:25.845 | 1:25.302 | 21     |
| 4                        | 7  | Michael Schumacher | Mercedes                | 1:26.586 | 1:25.571 | 1:25.336 | 18     |
| 5                        | 2  | Mark Webber        | Red Bull Racing-Renault | 1:27.117 | 1:26.297 | 1:25.651 | 17     |
| 6                        | 1  | Sebastian Vettel   | Red Bull Racing-Renault | 1:26.773 | 1:25.982 | 1:25.668 | 18     |
| 7                        | 8  | Nico Rosberg       | Mercedes                | 1:26.763 | 1:25.469 | 1:25.686 | 16     |
| 8                        | 18 | Pastor Maldonado   | Williams-Renault        | 1:26.803 | 1:26.206 | 1:25.908 | 20     |
| 9                        | 12 | Nico Hulkenberg    | Force India-Mercedes    | 1:27.464 | 1:26.314 | 1:26.451 | 18     |
| 10                       | 16 | Daniel Ricciardo   | Toro Rosso-Ferrari      | 1:27.024 | 1:26.319 | s/ tempo | 16     |
| 11                       | 17 | Jean-Eric Vergne   | Toro Rosso-Ferrari      | 1:26.493 | 1:26.429 |          | 12     |
| 12                       | 5  | Fernando Alonso    | Ferrari                 | 1:26.688 | 1:26.494 |          | 12     |
| 13                       | 14 | Kamui Kobayashi    | Sauber-Ferrari          | 1:26.182 | 1:26.590 |          | 12     |
| 14                       | 19 | Bruno Senna        | Williams-Renault        | 1:27.004 | 1:26.663 |          | 16     |
| 15                       | 11 | Paul di Resta      | Force India-Mercedes    | 1:27.469 | 1:27.086 |          | 16     |
| 16                       | 6  | Felipe Massa       | Ferrari                 | 1:27.633 | 1:27.497 |          | 16     |
| 17                       | 9  | Kimi Räikkönen     | Lotus-Renault           | 1:27.758 |          |          | 9      |
| 18                       | 20 | Heikki Kovalainen  | Caterham-Renault        | 1:28.679 |          |          | 7      |
| 19                       | 21 | Vitaly Petrov      | Caterham-Renault        | 1:29.018 |          |          | 8      |
| 20                       | 24 | Timo Glock         | Marussia-Cosworth       | 1:30.923 |          |          | 10     |
| 21                       | 25 | Charles Pic        | Marussia-Cosworth       | 1:31.670 |          |          | 9      |
| 22                       | 15 | Sergio Perez1      | Sauber-Ferrari          | 1:26.596 |          |          | 11     |
| Tempo dos 107%: 1:32.214 |    |                    |                         |          |          |          |        |
| NQ                       | 22 | Pedro de la Rosa   | Hispania-Cosworth       | 1:33.495 |          |          | 6      |
| NQ                       | 23 | Narain Karthikeyan | Hispania-Cosworth       | 1:33.643 |          |          | 6      |
|                          |    |                    |                         |          |          |          |        |
| Fonte:                   |    |                    |                         |          |          |          |        |

↑1  Perez foi punido com a perda de cinco posições por trocar a caixa de câmbio após o treino

### Corrida
| #      | Nº | Piloto             | Equipe                  | Voltas | Tempo       | Grid | Pontos |
| 1      | 3  | Jenson Button      | McLaren-Mercedes        | 58     | 1h34m09s565 | 2    | 25     |
| 2      | 1  | Sebastian Vettel   | Red Bull Racing-Renault | 58     | +2.1 seg    | 6    | 18     |
| 3      | 4  | Lewis Hamilton     | McLaren-Mercedes        | 58     | +4.0 seg    | 1    | 15     |
| 4      | 2  | Mark Webber        | Red Bull Racing-Renault | 58     | +4.5 seg    | 5    | 12     |
| 5      | 5  | Fernando Alonso    | Ferrari                 | 58     | +21.5 seg   | 12   | 10     |
| 6      | 14 | Kamui Kobayashi    | Sauber-Ferrari          | 58     | +36.7 seg   | 13   | 8      |
| 7      | 9  | Kimi Raikkonen     | Lotus-Renault           | 58     | +38.0 seg   | 17   | 6      |
| 8      | 15 | Sergio Perez       | Sauber-Ferrari          | 58     | +39.4 seg   | 22   | 4      |
| 9      | 16 | Daniel Ricciardo   | Toro Rosso-Ferrari      | 58     | +39.5 seg   | 10   | 2      |
| 10     | 11 | Paul di Resta      | Force India-Mercedes    | 58     | +39.7 seg   | 15   | 1      |
| 11     | 17 | Jean-Eric Vergne   | Toro Rosso-Ferrari      | 58     | +39.8 seg   | 11   |        |
| 12     | 8  | Nico Rosberg       | Mercedes                | 58     | +57.6 seg   | 7    |        |
| 13     | 18 | Pastor Maldonado   | Williams-Renault        | 57     | Acidente    | 8    |        |
| 14     | 24 | Timo Glock         | Marussia-Cosworth       | 57     | +1 volta    | 20   |        |
| 15     | 25 | Charles Pic        | Marussia-Cosworth       | 53     | +5 voltas   | 21   |        |
| 16     | 19 | Bruno Senna        | Williams-Renault        | 52     | +6 voltas   | 21   |        |
| Ret    | 6  | Felipe Massa       | Ferrari                 | 46     | Colisão     | 16   |        |
| Ret    | 20 | Heikki Kovalainen  | Caterham-Renault        | 38     | Abandono    | 18   |        |
| Ret    | 21 | Vitaly Petrov      | Caterham-Renault        | 34     | p. mecânico | 19   |        |
| Ret    | 7  | Michael Schumacher | Mercedes                | 10     | câmbio      | 4    |        |
| Ret    | 10 | Romain Grosjean    | Lotus-Renault           | 1      | Acidente    | 3    |        |
| Ret    | 12 | Nico Hulkenberg    | Force India-Mercedes    | 0      | Acidente    | 9    |        |
| Fonte: |    |                    |                         |        |             |      |        |

## Tabela do campeonato após a corrida
Observe que somente as cinco primeiras posições estão incluídas na tabela.
| 1      | Jenson Button    | 25 |
| 2      | Sebastian Vettel | 18 |
| 3      | Lewis Hamilton   | 15 |
| 4      | Mark Webber      | 12 |
| 5      | Fernando Alonso  | 10 |
| Fonte: |                  |    |

| 1      | McLaren-Mercedes | 40 |
| 2      | Red Bull-Renault | 30 |
| 3      | Sauber-Ferrari   | 12 |
| 4      | Ferrari          | 10 |
| 5      | Lotus-Renault    | 6  |
| Fonte: |                  |    |